# Maison forte de Montherot (Balan)
La maison forte de Montherot ou château Sauvage, connue de façon contemporaine comme la MFR Balan, est une ancienne maison forte du XIVe siècle remaniée au XVIIe et XXe siècles qui se dresse sur la commune de Balan dans le département de l'Ain et la région Auvergne-Rhône-Alpes. Elle est occupée depuis 1968 par une maison familiale rurale, la MFR Balan spécialisée dans les métiers de l'alimentation. 

## Histoire
Au XVIIe siècle, la famille de Condé, également propriétaire de l'hôtel de Condé de Montluel, fait rénover la maison forte.
Au XVIIIe siècle, les seigneurs de Montluel afin de financer des travaux dans leur hospice de Montluel, vendent le domaine de Balan et sa maison forte à Pierre de Montherot. Pierre de Montherot était également possessionné à Béligneux. Ce sont les armes de la famille de Montherot qui sont utilisées comme blason de la ville.
À noter également que la maison forte disposait d'une chapelle. Cette chapelle a été bénite en 1752 par Pierre Guérin de Tencin alors archevêque de Lyon. Les armes des Montherot surmontent le porche de celle-ci, et sont apposées également sur la plaque de la cheminée de la maison forte.
En 1877, la famille Sauvage de Saint-Marc, est en possession de la maison forte.

## Usage contemporain

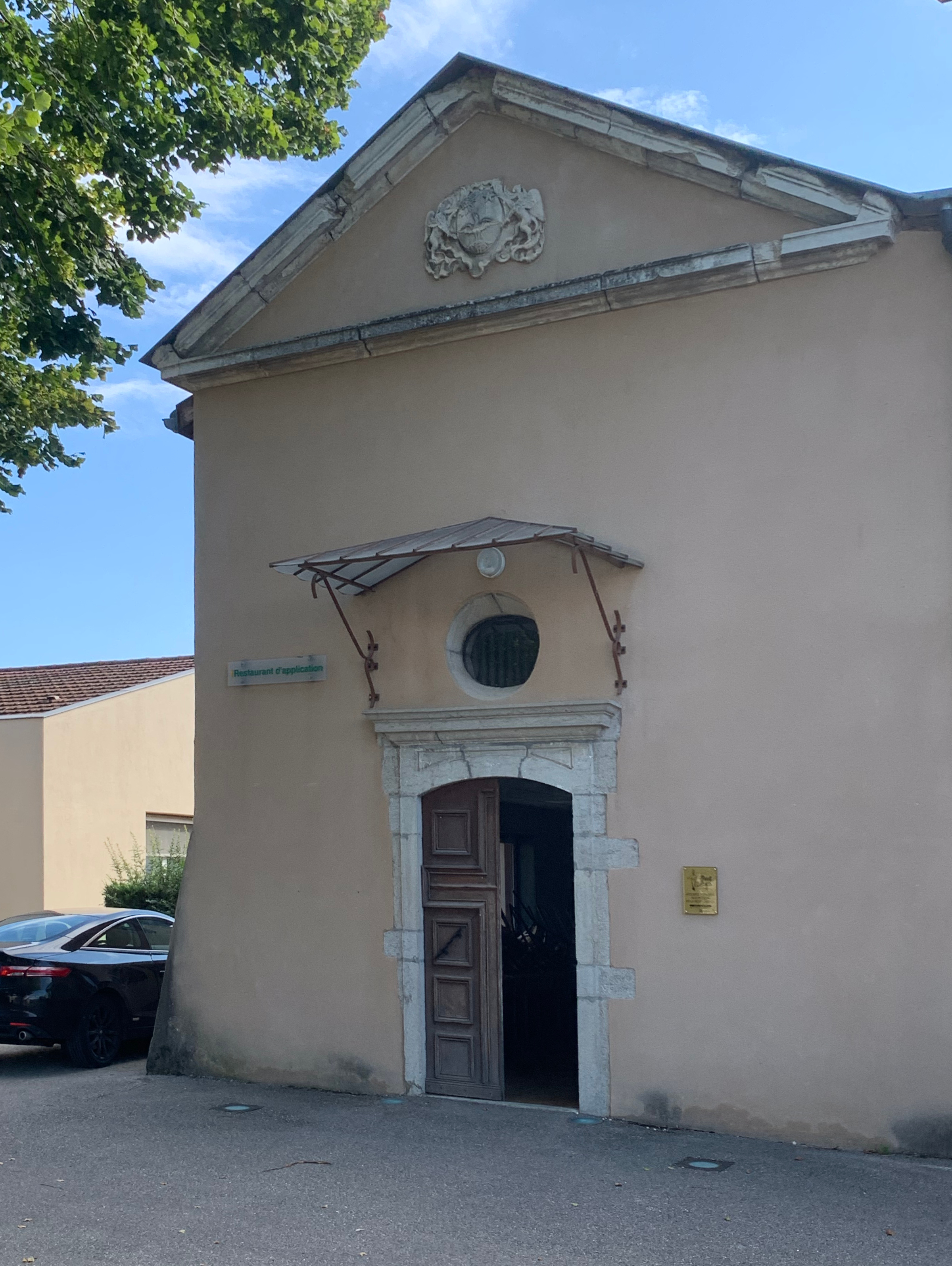
La chapelle, restaurant d'application de la MFR Balan.

La maison forte est depuis 1968, le siège d'une maison familiale rurale. et accueille un établissement scolaire spécialisé dans le domaine de l'alimentation. Les différents bâtiments accueillent les différents espaces d'éducation et d'hébergement. La chapelle de la maison forte accueille le restaurant d'application.

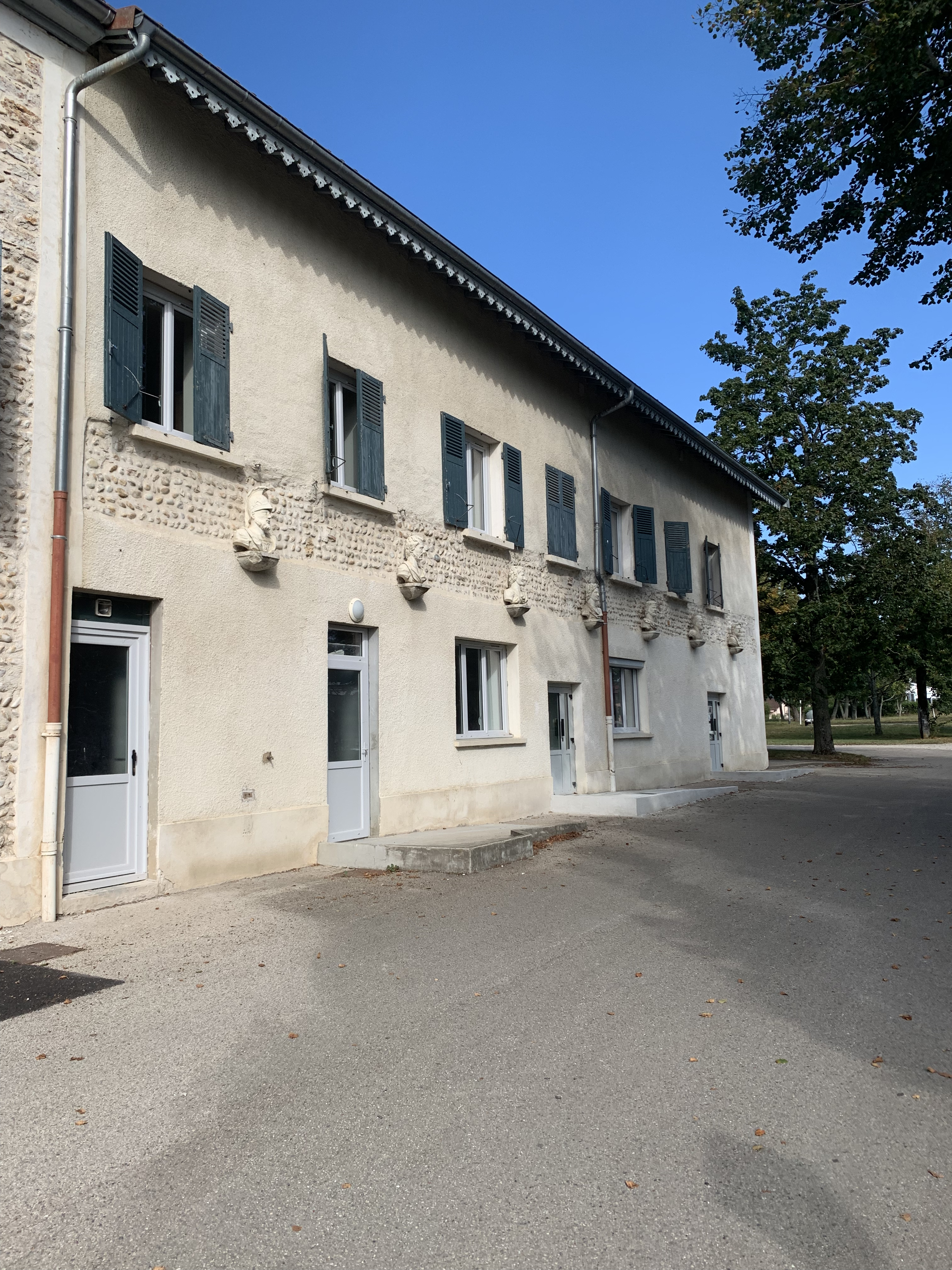
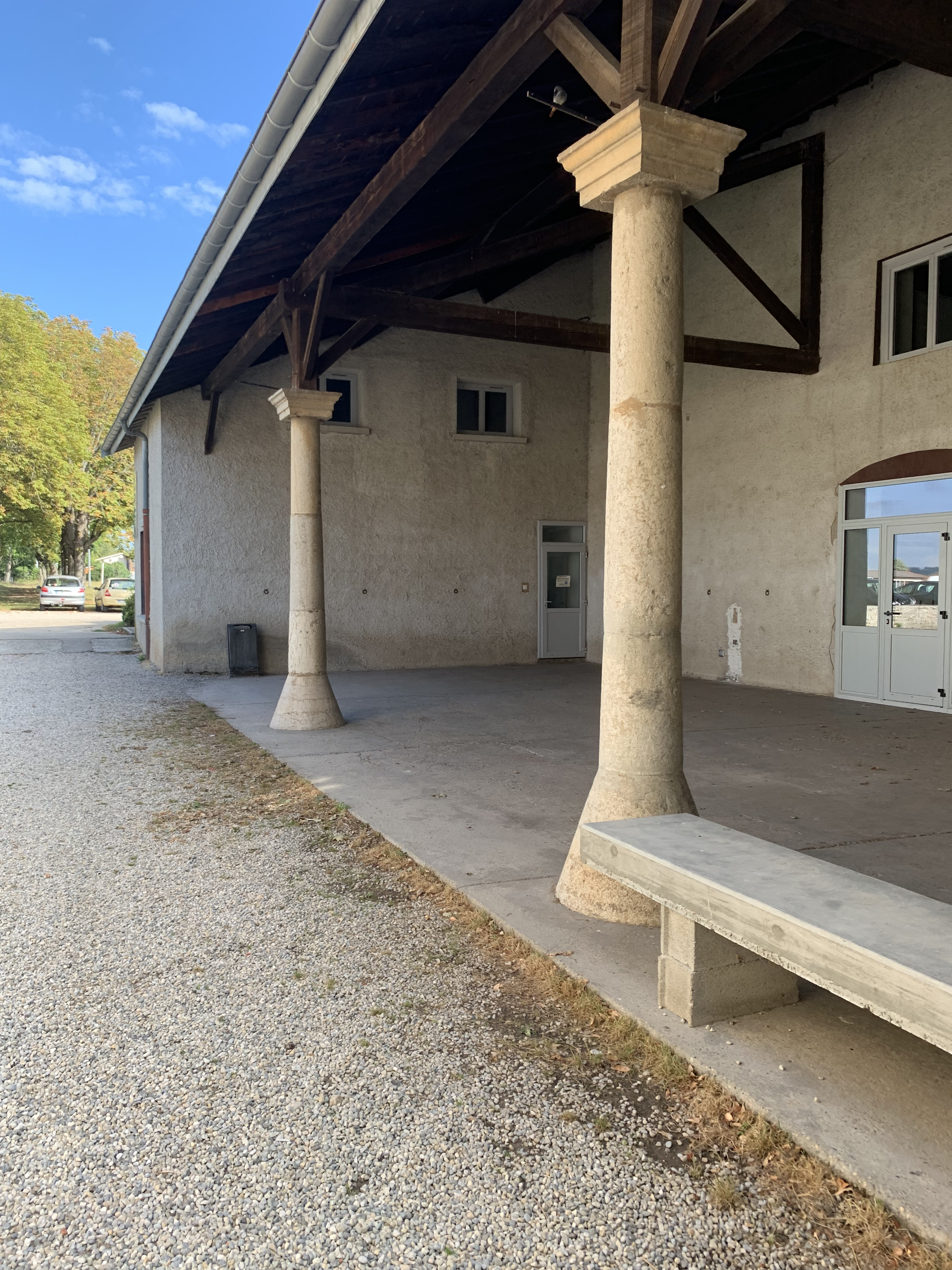
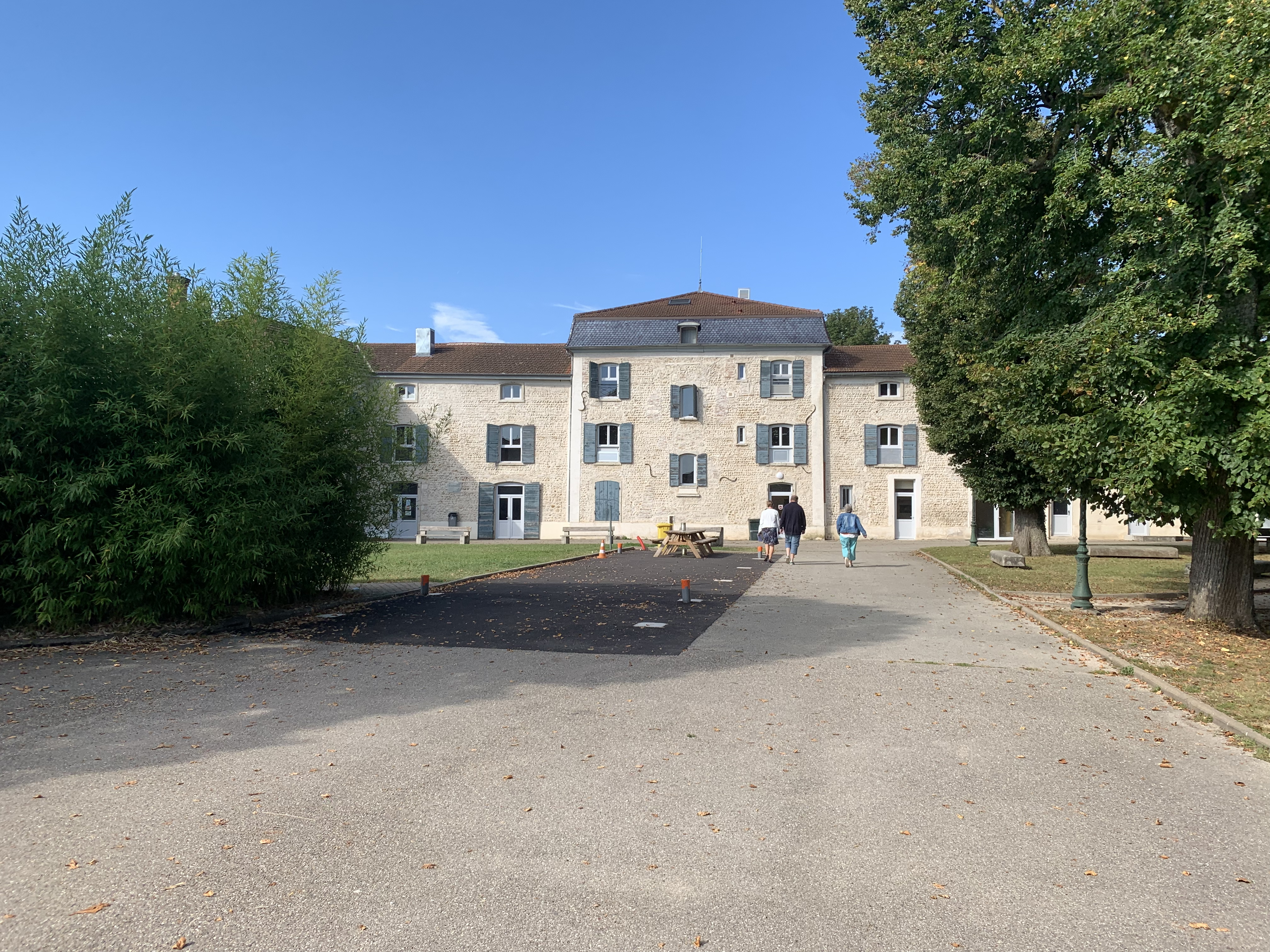